# Hackelochloa
Hackelochloa Kuntze é um género botânico pertencente à família Poaceae.